# Van Cauwelaertbrug
De Van Cauwelaertbrug is een brug in het Antwerpse havengebied op de rechteroever van de Schelde. De brug ligt over de toegangsgeul naar het noordwestelijk hoofd van de Van Cauwelaertsluis, de toegang naar de Schelde. De brug ligt in het verlengde van de Meestoofbrug en door de kleinere afmetingen van de Van Cauwelaertsluis ten opzichte van de Boudewijnsluis dus niet over het eigenlijke Scheldehoofd van de Van Cauwelaertsluis. De brug bestaat uit 2 vaste aanbruggen en een beweegbare brug.
De beweegbare brug is een basculebrug van het Strausstype. De vrije hoogte op de brug zelf bedraagt 7 meter. Er liep ook een enkelsporige spoorlijn over de brug (spoorlijn 221). Als deze brug openstaat voor het scheepvaartverkeer, kan het spoor- en wegverkeer de sluis nog steeds passeren langs de Kruisschansbrug aan het andere hoofd van de sluis. De rails zou nog wel aanwezig zijn op de brug, maar loopt aan beide kanten niet meer door. Door het verdwijnen van de Petroleumbrug is verderop ook geen doorgaand spoor en wegverkeer meer mogelijk.
De brug en de gelijknamige sluis werden genoemd naar Frans Van Cauwelaert (1880-1961), die tussen 1921 en 1932 burgemeester was van de stad Antwerpen en die als havenschepen zorgde voor een uitbreiding van de haven in noordelijke richting.
Albertbrug · Asiabrug · Berendrechtbrug · Boudewijnbrug · Droogdokbrug · Farnesebrug · Frederik Hendrikbrug · Kattendijkbrug · Kempischebrug · Kruisschansbrug · Lefèbvrebrug · Lillobrug · Londenbrug · Luikbrug · Meestoofbrug · Melselebrug · Mexicobrug · Nassaubrug · Noorderlaanbrug · Noordkasteelbrug · Noordlandbrug · Oosterweelbrug · Oudendijkbrug · Petroleumbrug · Royersbrug · Siberiabrug · Straatsburgbrug · Van Cauwelaertbrug · Willembrug · Wilmarsdonkbrug · Zandvlietbrug · Ophaalbrug Merksem Groot Dok · Ophaalbrug Merksem Klein Dok